# Małgorzata Żak
Małgorzata Żak (ur. 12 marca 1960 w Warszawie) – polska działaczka społeczna, założycielka i długoletnia prezes zarządu Fundacji Polsat.

## Życiorys
Ukończyła studia na Wydziale Ekonomii Uniwersytetu Marii Curie-Skłodowskiej w Lublinie oraz na Wydziale Dziennikarstwa i Nauk Politycznych Uniwersytetu Warszawskiego. Jest założycielką Fundacji Polsat, ogólnopolskiej fundacji mającej na celu udzielanie pomocy osobom niepełnosprawnym, a także chorym dzieciom i ich rodzicom. Objęła funkcję prezesa tej organizacji, którą piastowała do 2012.

## Odznaczenia i wyróżnienia
W 2011 odznaczona Krzyżem Oficerskim Orderu Odrodzenia Polski.
W 1998 otrzymała Order Uśmiechu, a w 2011 Perłę Honorową Polskiej Gospodarki (w kategorii krzewienie wartości społecznych).

## Życie prywatne
Była żoną Zygmunta Solorza-Żaka, z którym ma dwoje dzieci: Piotra i Aleksandrę. Małżeństwo zakończyło się rozwodem.
Zagrała rolę hrabiny Jacques w serialu telewizyjnym Trędowata.